# Nala (Estado Libre)
Nala es un municipio local sudafricano situado en el distrito de Lejweleputswa, en la provincia de Estado Libre.

## Superficie
Nala tiene una superficie de 4129 km².

## Demografía
En 2022, tenía 90 561 habitantes, una densidad poblacional de 21,93 hab./km², y 23 027 viviendas.